# Coursetia glabella
Coursetia glabella là một loài thực vật có hoa trong họ Đậu. Loài này được (A.Gray) Lavin miêu tả khoa học đầu tiên.